# Sterretje Gezocht
Sterretje Gezocht was een Nederlands televisieprogramma van omroep BNN dat uitgezonden werd op Nederland 3. De presentatie van het programma was in handen van Dennis Storm en Valerio Zeno. In de afvalrace werd er gezocht naar een nieuwe presentatrice voor de jongerenomroep BNN. De juryleden in het programma waren: Jeroen van Baaren, Job Castelijn en presentatrice Bridget Maasland.
Het programma werd op 17 juli 2009 gewonnen door Geraldine (Gerry) Kemper. Zij verdiende daarmee een baan bij BNN. De runner-up was Fleur, die in de finale vier sterren van de jury kreeg en ook vier sterren van de kijkers. Geraldine kreeg van beide panels zes sterren. Dat betekende dat ze een rolletje kreeg in de soapserie ONM (Onderweg naar Morgen) en dat ze presentatrice werd van Try Before You Die. Daarnaast maakte Valerio Zeno tijdens de finale bekend dat de winnares de dag na de finale meteen aan de slag zou gaan als presentatrice van Spuiten en Slikken Zomertour; Geraldine verving daarin Zarayda Groenhart voor één aflevering.

## Onderdelen
| Aflevering | Onderdeel               | Beschrijving                                       | Aantal kandidaten begin aflevering |
| ---------- | ----------------------- | -------------------------------------------------- | ---------------------------------- |
| 1          | Vleeskeuring            | Aan de lopende band worden gekeurd door de jury.   | 800                                |
| 2          | Sterretje slag          | Een Stormbaan, IQ-test en een psychologische test. | 42                                 |
| 3          | BNN @ Work              | Voor het eerst gaan presenteren.                   | 15                                 |
| 4          | Top of the Pops         | Een zang- en danswedstrijd.                        | 9                                  |
| 5          | Try Before You Die      | Een Try Before You Die aflevering presenteren.     | 6                                  |
| 6          | Costa!                  | Een scène uit Costa! spelen.                       | 4                                  |
| 7          | Spuiten & Slikken       | Presenteren in Spuiten en Slikken                  | 3                                  |
| 8          | Sterretje vs. Sterretje | Finale / liveshow - Geraldine heeft gewonnen.      | 2                                  |

3 op Reis ·
Afkicken ·
De allerslechtste echtgenoot van Nederland ·
Atletico Ananas ·
AVRO's Sterrenslag ·
Baby te huur ·
De Badgasten ·
De beste ·
Bitches ·
Bloed, Zweet en Luxeproblemen ·
Break Free · 
Cash Cab ·
Comedy Live ·
Costa! ·
Crazy 88 ·
Dennis en Valerio vs de rest ·
Dennis vs Valerio ·
Doe Maar Normaal ·
Egoland ·
Feuten ·
Finals ·
Floortje en de ambassadeurs · 
Floortje naar het einde van de wereld ·
Get Smarter in a Week ·
Golden Oldies ·
De Grote Donorshow ·
Hey DJ ·
Je zal het maar hebben ·
Je zal het maar zijn ·
Kannibalen ·
Katja vs Bridget ·
Katja vs De Rest ·
Kebab TV ·
De Klimaatpolitie ·
Lama gezocht ·
De Lama's ·
Lijst 0 ·
Loverboys ·
MaDiWoDoVrijdagshow ·
De Man met de Hamer ·
Mystery Party ·
De Nationale Eettest ·
De Nationale IQ Test ·
Neuken doe je zo! ·
De Nieuwste Show ·
Nu we er toch zijn ·
Onderweg naar Morgen ·
Over Mijn Lijk ·
Ranking the Stars ·
Rat van Fortuin ·
Ruben vs Geraldine ·
Ruben vs Katja ·
Ruben vs Sophie ·
Het schnitzelparadijs ·
De School ·
De slechtste chauffeur van Nederland ·
Sluipschutters ·
Smeris ·
De Social Club ·
Spuiten en Slikken ·
De Stalkshow ·
StartUp ·
Sterretje Gezocht ·
Stop in the Name of Love ·
Tessa ·
Tequila ·
Top of the Pops ·
Try Before You Die ·
Van God Los ·
Vier handen op één buik ·
VOC ·
Vrijdag op Maandag ·
Waar kan ik je 's nachts voor wakker maken? ·
Walhalla ·
Weg met BNN ·
De Zeven Zeeën